# Tudija
Tudija byl prvním asyrským králem podle Seznamu asyrských králů a první ze sedmnácti „králů, již žili ve stanech.“ Jeho existence není potvrzena archeologicky, ani jiným zdrojem. Podle asyriologa Georgese Rouxe mohl Tudija žít ve druhé polovině 25. století před naším letopočtem (cca 2450–2400 př. n. l.). Po jeho smrti měl nastoupit Adamu.